# Alfredo Robert
Alfredo Robert, pseudonimo di Giovanni Maurizio Lodovico Bertoncini (Fucecchio, 5 aprile 1877 – Bologna, 31 marzo 1964), è stato un attore, regista e produttore cinematografico italiano.

## Biografia
Figlio di un droghiere, poco più che ventenne si stabilì a Firenze, dove entrò nel mondo dello spettacolo nel 1895. Fece parte delle compagnie teatrali di Andrea Maggi e di Eleonora Duse, con cui svolse numerose tournée internazionali; in particolare, nella compagnia della Duse fu «primo attore» e vi conobbe l'attrice Enif Angiolini, che sposò nel 1909.
A seguito dell'abbandono delle scene da parte della Duse si cimentò nel cinema, e fu scritturato dalla casa di produzione Film d'Arte Italiana di Roma, con la quale esordì nel 1911 come interprete del film Il ballo in maschera, diretto da Ugo Falena. Successivamente Robert esordì anche come regista alla Milano Films con La locandiera del 1912.
Sempre nel 1912, Robert fondò a Firenze una propria casa cinematografica, la Robert Film. Le attività di questa ditta ebbero breve durata e Robert, che produsse soltanto una pellicola dal titolo Il Sire di Vincigliata, cedette nel 1913 gli impianti a Riccardo Nobili che vi stabilì la produzione della Firenze Film. Dopo questa breve e fallimentare esperienza di produttore, ritornò alla Milano Films e proseguì la sua carriera in altre case come l'Itala Film e l'Alba Film di Torino.
Nel periodo del cinema sonoro, fu impiegato in ruoli secondari in diverse pellicole dal 1930 al 1942. Figurò nel cast del colossal del 1939, Processo e morte di Socrate.
Tornato a fare teatro con la sua consorte, già dagli anni venti, dando vita ad una propria compagnia teatrale, si ritirò con la stessa dalle scene nel 1956, quando entrò alla Casa di Riposo degli Artisti Drammatici di Bologna, dove morì nel 1964 all'età di 86 anni.

## Filmografia parziale

### Attore
- Il ballo in maschera, regia di Ugo Falena (1911)
- Frate Francesco, regia di Giulio Antamoro (1927)
- Il segreto del dottore, regia di Jack Salvatori (1930)
- Il richiamo del cuore, regia di Jack Salvatori (1930)
- La vacanza del diavolo, regia di Jack Salvatori (1931)
- Casta Diva, regia di Carmine Gallone (1935)
- Pietro Micca, regia di Aldo Vergano (1938)
- Finisce sempre così, regia di Enrique Susini (1939)
- Processo e morte di Socrate, regia di Corrado D'Errico (1939)
- Sei bambine e il Perseo, regia di Giovacchino Forzano (1940)
- Il re d'Inghilterra non paga, regia di Giovacchino Forzano (1941)
- Don Cesare di Bazan, regia di Riccardo Freda (1942)

### Regista
- Le vie del male (1912) - anche interprete
- Feudalismo (Scene siciliane) (1912)
- La zolfara (1912)
- La locandiera (1913)
- Il Sire di Vincigliata (1913) - anche interprete e produttore
- L'arma del vile (1914)
- Lo spettro bianco a Saint Moritz (1914)
- I cosmopoliti (1914)
- Seppe morire e fu redento... (1916)
- La morte del Duca d'Ofena (1916) - co-regia di Emilio Graziani-Walter
- Senza peccato (1916)
- Patto giurato (1917)
- Strana (1917)
- La Gemma di Sant'Eremo (1918)
- Il fantasma senza nome (1919)
- Joseph (1920) - co-regia di Romolo Bacchini
- Il mistero di una notte d'oriente (1920)
- Il re della maschera d'oro (1920) - anche interprete